# Munkács ostroma
A munkácsi vár ostroma 1685–1687 között zajlott, mely során a várvédők hősiesen visszaverték a császári csapatok több támadását is, végül azonban átadták a várat a császári csapatoknak kedvező feltételek mellett, mivel helyzetük reménytelen volt, a harcok folytatása ezért értelmetlen lett volna.

## Előzmények

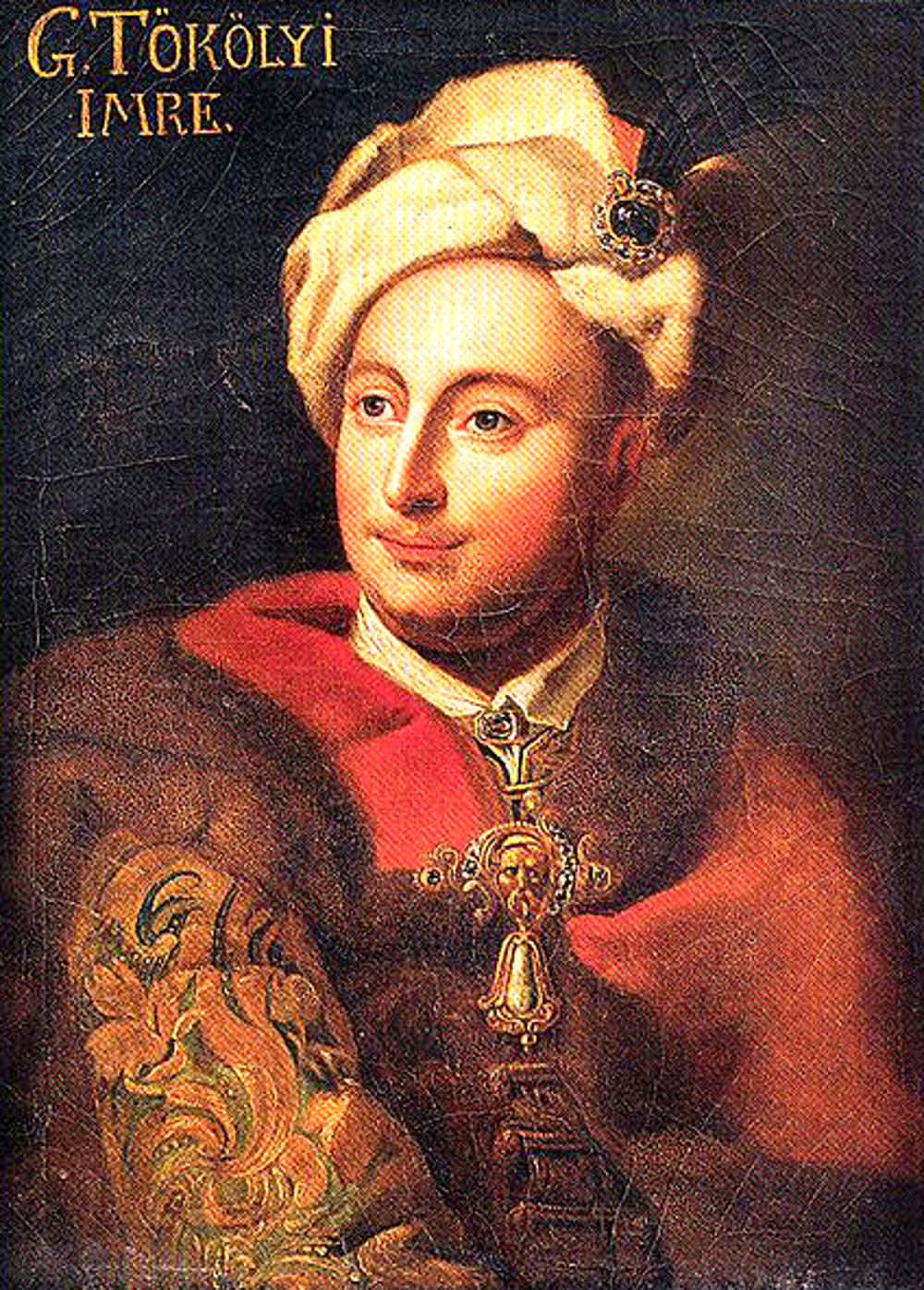
Thököly Imre

Az országban már az 1600-as évek végére erős Habsburg-ellenes mozgalom alakult ki. A kuruc seregek azonban szervezetlenek voltak, nem volt egy kiemelkedő vezéregyéniség, aki a csapatok élére állt volna. Ez azonban 1677-ben megváltozott, mivel akkor Thököly Imre állt a mozgalom élére és sikerült elérnie, hogy a szervezetlen kuruc seregek őt kövessék.

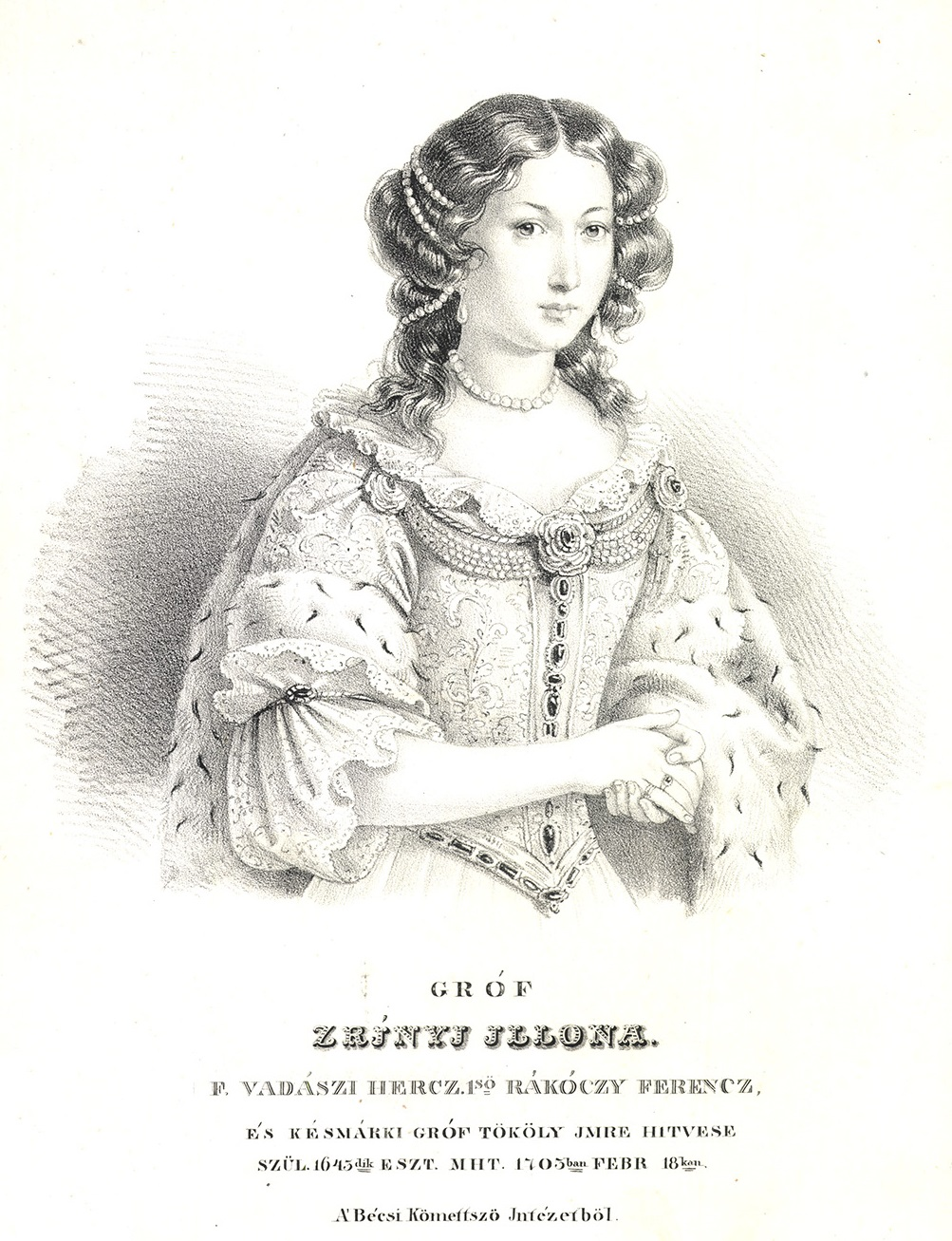
Zrínyi Ilona

1682-ben megházasodott I. Rákóczi Ferenc özvegyével, Zrínyi Ilonával. A házasság eredményeként megszerezte a hatalmas Rákóczi birtokokat, az ezen területekből származó jövedelmet pedig a kuruc harcok támogatására fordította. Ezen évben a kuruc seregek számos sikert értek el, megszerezték Kassát, több másik város pedig behódolt nekik, így ezen év szeptember 16-án Ibrahim pasa kinevező okiratot és felségjelvényeket adott át neki, ami által Magyarország királyának nevezte ki. Így ebben az időben az ország négy részre oszlott, ezek egyik részének, a Felső-magyarországi Fejedelemségnek lett Thököly a vezetője.
1683-ban Thököly a török portának segített a Bécs ellen indított hadjáratban. A 230 ezer fős török sereg azonban kudarcot vallott, Thököly pedig a kudarc láttán megpróbált I. Lipót császárral is kedvezőbb kapcsolatokat kialakítani. A váradi török pasa ezt megtudva illetve arra számítva, hogy Thökölyt a császáriaknak átadva kedvezőbb megadási feltételeket tud kieszközölni, 1685. október 15-én elfogta őt. Közben Lipót császár amnesztiát hirdetett azon embereknek, akik Thököly pártjáról az ő támogatására állnak át. Miután vezetőjük fogságba került, egyre többen álltak át a császáriak pártjára, így a vezető nélkül maradt fejedelemség sorsa megpecsételtnek tűnt. A Habsburgok elfoglaltak több kuruc várost is, Tokajt, Kassát, Sárospatakot, Eperjest, így a Munkácsi vár volt az utolsó, amit még a császári seregek nem tudtak elfoglalni.

## A csata

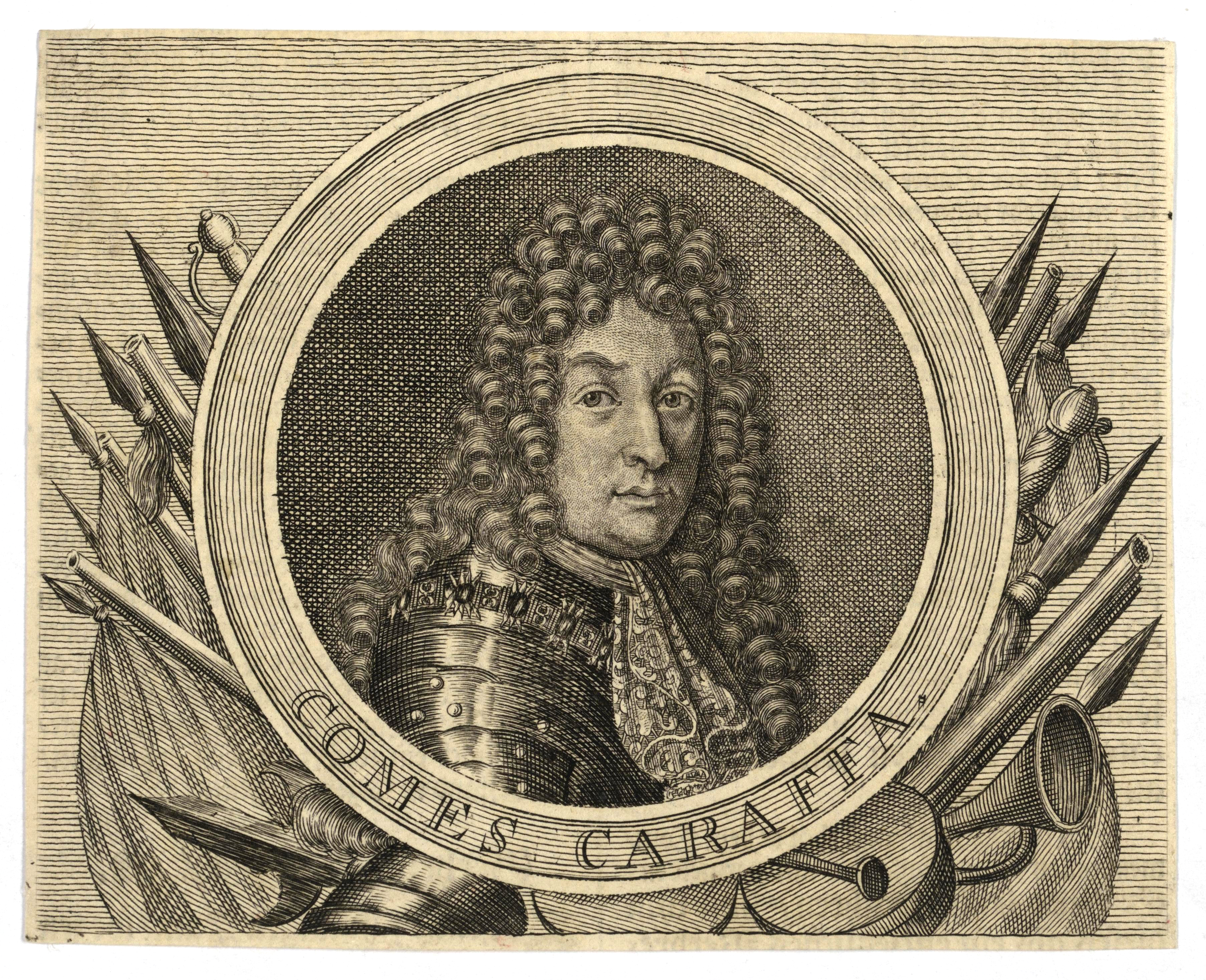
Antonio Caraffa, a császári csapatok egyik vezetője

1685 novemberére a császári seregek megérkeztek a vár alá. Ekkor a várban tartózkodott Zrínyi Ilona és két gyermeke, Rákóczi Julianna és II. Rákóczi Ferenc. A várat azonban nagyon jól megerősítették, így elég nehéz feladat volt azt elfoglalni még egy nagy létszámú sereg számára is. Mindehhez hozzájárult az is, hogy a várat nagyjából 4000 harcos, azaz 12 zászlóaljnyi gyalogság, 3 század lovasság, 2 század karabélyos és 60 dragonyos védte Radics András kapitány vezetésével, bár a szellemi vezető a hős várvédő asszony, Zrínyi Ilona volt. A várat védők között magyarok mellett jelentékeny számban szlovákok és ruszinok is voltak, Zrínyi Ilona a maga horvát származása révén elég jól szót értett velük. Ezenkívül még több német nemzetiségű is akadt a védők soraiban, akik főleg Thököly seregének német zsoldosai voltak. 

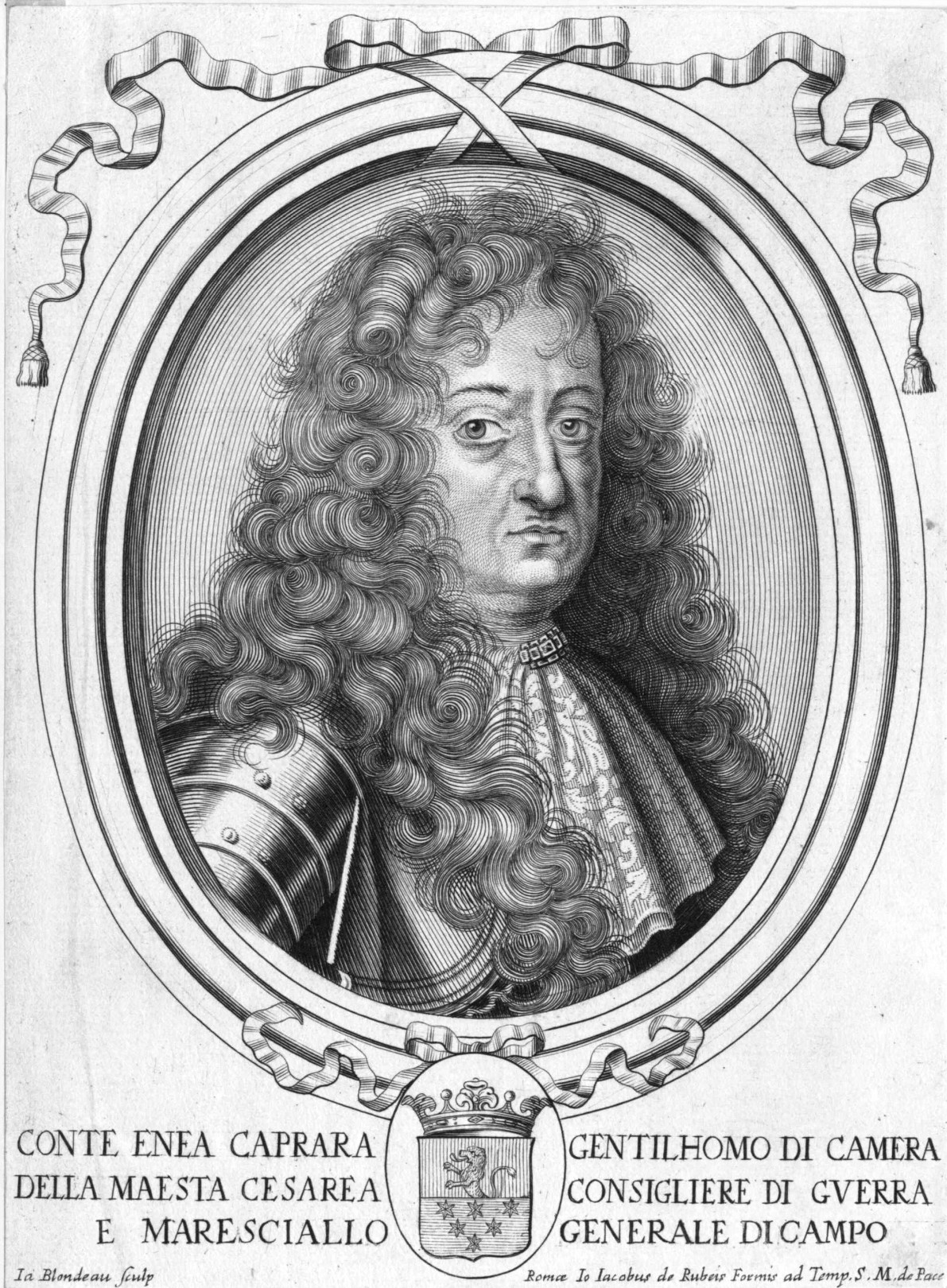
Aeneas Sylvius von Caprara, felső-magyarországi parancsnok

Antonio Caraffa ágyúsáncok megépítését rendelte el és miután felégette a huszárvárat, elkezdte a vár ostromát, azonban elfoglalási kísérletei sikertelenek voltak. 1686. március 10-én a felső-magyarországi főparancsnok, Aeneas Sylvius von Caprara megadásra szólította fel a várvédőket, azonban ők hajthatatlanok voltak. Mivel semmilyen lehetőség nem volt a békés megegyezésre, a tábornok serege is ágyútűz alá vonta a várat. Közben a védők többször is kitörtek a várból, így annak bevételére továbbra is kevés esély volt.
A korabeli leírások szerint Zrínyi Ilona még a legnagyobb ágyútűz idején is a katonák között járkált, utasításokat adott és jutalmazta a bátrakat. Sokszor fia, Ferenc is vele tartott. Lánya, Julianna az ápolóknak segített.
Igazából a császáriak nem indítottak átfogó, tényleges ostromot a vár ellen, ezt mutatja, hogy alig intéztek rohamot, helyette a tüzérséggel lövették a várat, illetve a kitörő kurucokkal hadakoztak. A vár elfoglalása sem volt sietős, mivel a munkácsi őrség erejénél fogva nem volt képes megzavarni a délen hadakozó császári főerőket, akiknek legnagyobb kihívást a török csapatok jelentették. Jóllehet a várat ostromló császári sereg is nem egyszer komoly problémákkal küszködött, így több alkalommal is kevés volt az élelem, míg a védők be tudták gyűjteni a környéken a termést és a bort, ugyanis a helyi ruszin parasztok is őket segítették. A nélkülözés miatt több császári katona is átállt Zrínyi Ilonához.
1686. április 28-án Caprara elvonult seregeivel, azonban a lovasságot a vár környékén hagyta, hogy elvágják az esetleges utánpótlás útját. Időközben a török portára is eljutott a vár ostromának a híre, ezért 1686 januárjában szabadon engedték Thökölyt, hogy felmentő sereget gyűjtsön, azonban addigra a valamikori fejedelemsége már a múlté volt. Bár az ostrom ideje alatt többször próbált segítséget vinni az ostromlottaknak, próbálkozásai hiábavalónak bizonyultak. A török vezetőségtől is megpróbált támogatást szerezni, azonban a törökök több csatát is elvesztettek, ezért visszavonulásra kényszerültek, támogatást pedig nem tudtak nyújtani Munkács védelmében.
1687 során a várat ostromzár alatt tartották a császári seregek. Közben egész Európát bejárta a hír, hogy egy bátor asszony vezetésével egy maroknyi csapat képes ellenállni a birodalmi seregek hosszú ideje tartó támadásainak. Mindezt tetézte az is, hogy Caprara hadai sokkal nagyobb veszteségekkel számoltak, mint a várvédők serege. A kedvezőbb körülményeket kihasználva Zrínyi Ilona ékszereit Lengyelországba küldte zálogként, hogy pénzt szerezzen, amivel kifizetheti a várvédőket, követséget küldött Varsóba, hogy a francia követtől segítséget kérjen. Bár XIV. Lajos elismeréseként ékszereket küldött a várvédő hősnőnek, katonai támogatást nem biztosított számára.
Mindeközben a külpolitikai helyzet is változott. A törökök elvesztették Buda várát és a folyamatos császári offenzíva miatt visszavonulásra kényszerültek. 1687 augusztusára a török szárazföldi seregek kiszorultak Erdély és Magyarország területéről, csupán néhány vár maradt török kézen, de ezek sorsa szintén kilátástalan volt, mivel utánpótlásra nem számíthattak.
1687-ben Aeneas Sylvius von Caprara 3000 fős sereggel kezdte meg a vár újabb ostromát, a várvédőket pedig megadásra szólította fel. A vár készletei ekkora már megcsappantak és Zrínyi egyik tisztje, Thököly korábbi nevelője, Absalon Dávid az átpártolásról döntött és rábeszélte a várvédőket, hogy tegyék le a fegyvert. Zrínyi Ilona, látva, hogy a helyzet reménytelen, szintén tárgyalásokat kezdeményezett a vár átadásával kapcsolatban.

## A vár átadása

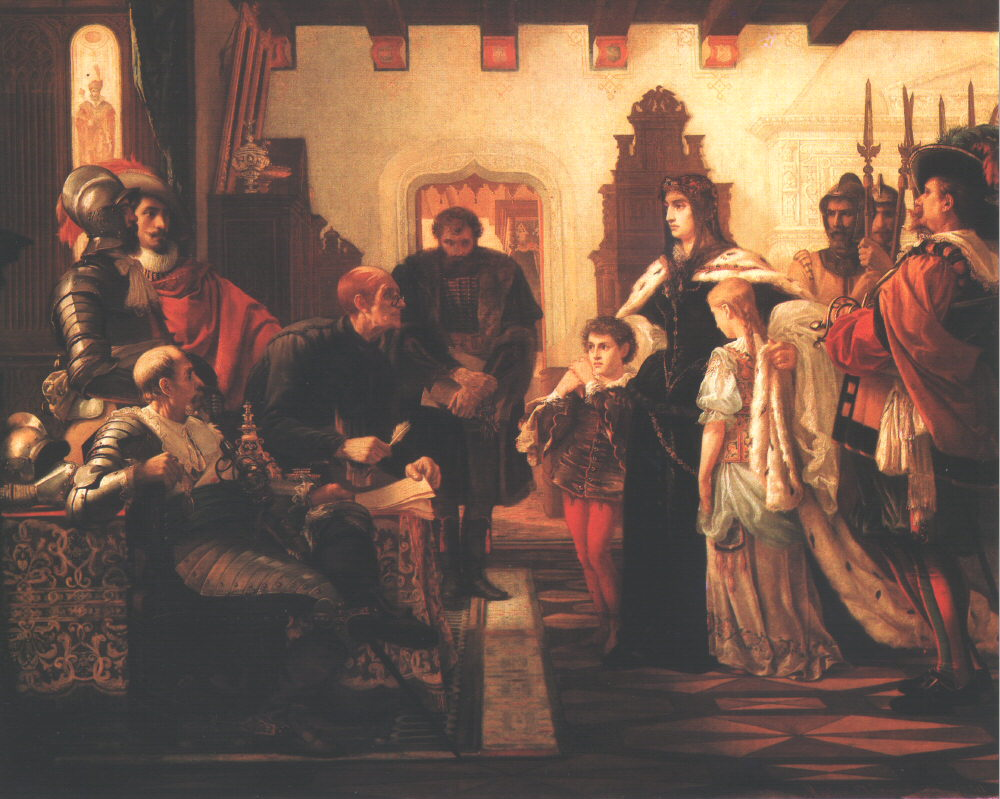
Madarász Viktor: Zrínyi Ilona vizsgálóbírái előtt

1688. január 15-én végül megszületett a megállapodás, amit Zrínyi Ilona aláírt. Ennek értelmében a várvédők amnesztiát kaptak és elkobzott földjeiket és javaikat visszaszolgáltatták. Zrínyi Ilona gyermekeivel Bécsben élhetett tovább bántatlanul, a két gyermek pedig I. Lipót császár gyámságába kerültek, örökölt javaikat és birtokaikat pedig nem kobozhatták el. A várba végül január 17-én vonult be a császári sereg Antonio Caraffa vezetésével. Végül Zrínyi Ilona Bécsbe került gyermekeivel, azonban őket elszakították anyjuktól, mivel őt kolostorba zárták. 